# St. Arnualer Wiesen
St. Arnualer Wiesen este o arie protejată (arie specială de conservare — SAC, sit de importanță comunitară — SCI) din Germania întinsă pe o suprafață de 39 ha, integral pe uscat.

## Localizare
Centrul sitului St. Arnualer Wiesen este situat la coordonatele 49°13′08″N 7°01′32″E / 49.2189°N 7.0256°E.

## Înființare
Situl St. Arnualer Wiesen a fost declarat sit de importanță comunitară în februarie 2004 pentru a proteja 10 specii de animale. Situl a fost protejat și ca arie specială de conservare în noiembrie 2015.

## Biodiversitate
Situată în ecoregiunea continentală, aria protejată conține 3 habitate naturale: Lacuri eutrofice naturale cu vegetație de tip Magnopotamion sau Hydrocharition, Fânețe de joasă altitudine (Alopecurus pratensis, Sanguisorba officinalis), Păduri aluvionare cu Alnus glutinosa și Fraxinus excelsior (Alno-Padion, Alnion incanae, Salicion albae).
La baza desemnării sitului se află mai multe specii protejate:
- păsări (9): lăcar-de-lac (Acrocephalus scirpaceus), fâsă de luncă (Anthus pratensis), frunzăriță galbenă (Hippolais icterina), Hippolais polyglotta, Locustella naevia, privighetoare (Luscinia megarhynchos), codobatura galbenă (Motacilla flava), ciocănitoare verzuie (Picus canus), mărăcinar negru (Saxicola torquatus)
- nevertebrate (1): fluturele purpuriu (Lycaena dispar)

Pe lângă speciile protejate, pe teritoriul sitului au mai fost identificate 28 de specii de plante, 10 specii de nevertebrate.